# Louis Joxe

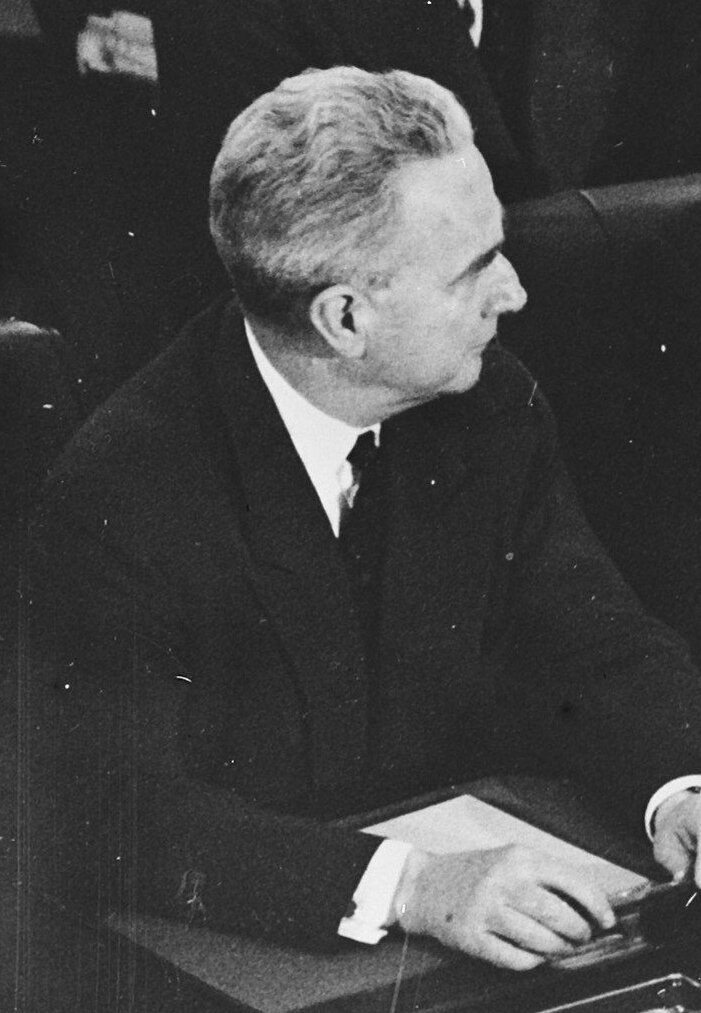
Louis Joxe (1959)

Louis Joxe (* 16. September 1901 in Bourg-la-Reine, Département Seine; † 6. April 1991 in Paris) war ein französischer Diplomat und gaullistischer Politiker. Er war in den 1950er-Jahren französischer Botschafter in der Sowjetunion und der Bundesrepublik Deutschland. Zwischen 1960 und 1968 war er nacheinander Bildungs-, Algerien-, Reform- und Justizminister. Joxe war französischer Chefunterhändler bei den Verträgen von Évian, die 1962 zur Unabhängigkeit Algeriens führten. Von 1977 bis 1989 war er Verfassungsrichter am Conseil constitutionnel.

## Leben
Louis Joxe war Lehrer für Geschichte und Geographie sowie Journalist, bevor er 1932 in den Auswärtigen Dienst Frankreichs eintrat. 1935 betreute er die Nachrichtenagentur Agence Havaswar. Im selben Jahr gründete er das Centre d'études de politique étrangère (Studienzentrum für Außenpolitik; Vorläufer des Institut français des relations internationales).
Wegen seiner jüdischen Herkunft wurde er vom Vichy-Regime 1940 aus dem Dienst entfernt und migrierte nach Algier, wo er an einem Gymnasium lehrte. Als Mitglied der Résistance war er unter General Charles de Gaulle von 1943 bis 1944 Generalsekretär des Französischen Komitees für die Nationale Befreiung und nach der erfolgten Befreiung Frankreichs bis 1946 Generalsekretär der provisorischen Regierung.
In der Vierten Republik war er erneut im Außenministerium tätig. Dort fungierte er von 1946 bis 1952 als Direktor der kulturellen Beziehungen und Delegierter Frankreichs bei der UNESCO. Von 1952 bis 1955 war er Botschafter Frankreichs in der Sowjetunion. 1952 empfing ihn der sowjetische Diktator Stalin, der jahrelang keinen westlichen Diplomaten empfangen hatte, zu einer Audienz. 1955 bis 1956 war er Botschafter Frankreichs in Deutschland. Nach seiner Rückkehr nach Paris war er Generalsekretär des Außenministeriums (Secrétaire général du ministère des Affaires étrangères), der Ranghöchste nach dem Außenminister.
Nach der Machtübertragung an den General de Gaulle und Gründung der Fünften Republik bekleidete Joxe vom 15. Januar 1960 bis zum 31. Mai 1968 ununterbrochen Ministerposten in den Kabinetten Debré (unter Michel Debré) und in den Kabinetten Pompidou I, II, III und IV (unter Georges Pompidou). Vom 24. Juli 1959 bis 15. Januar 1960 war er Staatssekretär beim Premierminister, vom 15. Januar bis 22. November 1960 Bildungsminister. Vom 22. November 1960 bis 28. November 1962 war Joxe Minister für Algerienfragen. Als solcher führte er die Verhandlungen mit der algerischen Befreiungsfront FLN, die am 18. März 1962 zu den Verträgen von Évian und damit zum Ende des Algerienkriegs und zur Unabhängigkeit Algeriens führten. Nach dem Rücktritt von Pierre Sudreau leitete Joxe vom 15. Oktober bis zum 28. November 1962 erneut das Bildungsministerium. Vom 28. November 1962 bis 1. April 1967 fungierte er als Minister für Verwaltungsreform im Rang eines Ministre d’État und vom 6. April 1967 bis 31. Mai 1968 als Justizminister.
Als Mitglied der gaullistischen Partei Union démocratique pour la Ve République (UD-Ve) bzw. Union des démocrates pour la République (UDR) war er von 1967 bis 1977 (drei Legislaturperioden) Abgeordneter in der Nationalversammlung, wo er einen Wahlkreis im Département Rhône vertrat. Von November 1977 bis Februar 1989 war er Verfassungsrichter am Conseil constitutionnel.

## Ehrungen
- 1952: Honorary Knight Commander des Order of the British Empire
- 1960: Großkreuz des Ordens des Infanten Dom Henrique